# Landkreis Elbe-Elster
Landkreis Elbe-Elster (sorbiska: Wokrejs Łobjo-Hałšter) är ett län (Landkreis) i allra sydligaste Brandenburg, Tyskland med Herzberg som huvudort. Bilarna har EE på nummerskyltarna.

## Geografi

### Gränser
I nordväst gränsar Landkreis Elbe-Elster till länet Wittenberg (i Sachsen-Anhalt), i norr till länen Landkreis Teltow-Fläming och Dahme-Spreewald, i öster till länet Oberspreewald-Lausitz, i söder till länet Riesa-Großenhain och i väster till länet Torgau-Oschatz (de båda sistnämnda i Sachsen).

## Administrativ indelning
I förvaltningsrättslig mening finns i modern tid ingen skillnad mellan begreppet Stadt (stad) gentemot Gemeinde (kommun). Följande kommuner och städer ligger i Landkreis Elbe-Elster.

### Städer och kommuner
Städer, amtsfria Gemeinden och Ämter med tillhörande Gemeinden listas nedan med invånarantal 31 december 2011 inom parentes.
| Städer 1. Doberlug-Kirchhain (8 931) 2. Elsterwerda (8 562) 3. Finsterwalde (17 254) 4. Herzberg (Elster) (9 890) 5. Schönewalde (3 226) 6. Sonnewalde (3 401) Amtsfria kommuner (Gemeinde) 1. Röderland (4 263) |

Ämter och tillhörande kommuner (Gemeinden)
| 1. Elsterland (4 999) 1. Heideland 2. Rückersdorf 3. Schilda 4. Schönborn 5. Tröbitz 2. Kleine Elster (Niederlausitz) (6 002) 1. Crinitz 2. Lichterfeld-Schacksdorf 3. Massen-Niederlausitz 4. Sallgast | 3. Plessa (6 604) 1. Gorden-Staupitz 2. Hohenleipisch 3. Plessa 4. Schraden 4. Schlieben (5 689) 1. Fichtwald 2. Hohenbucko 3. Kremitzaue 4. Lebusa 5. Schlieben, stad | 5. Schradenland (4 886) 1. Gröden 2. Grossthiemig 3. Hirschfeld 4. Merzdorf 6. Verbandsgemeinde Liebenwerda 1. Bad Liebenwerda, stad (9 775) 2. Falkenberg/Elster, stad (6 947) 3. Mühlberg/Elbe, stad (4 149) 4. Uebigau-Wahrenbrück, stad (5 713) |